# Alter Packhof (Magdeburg)

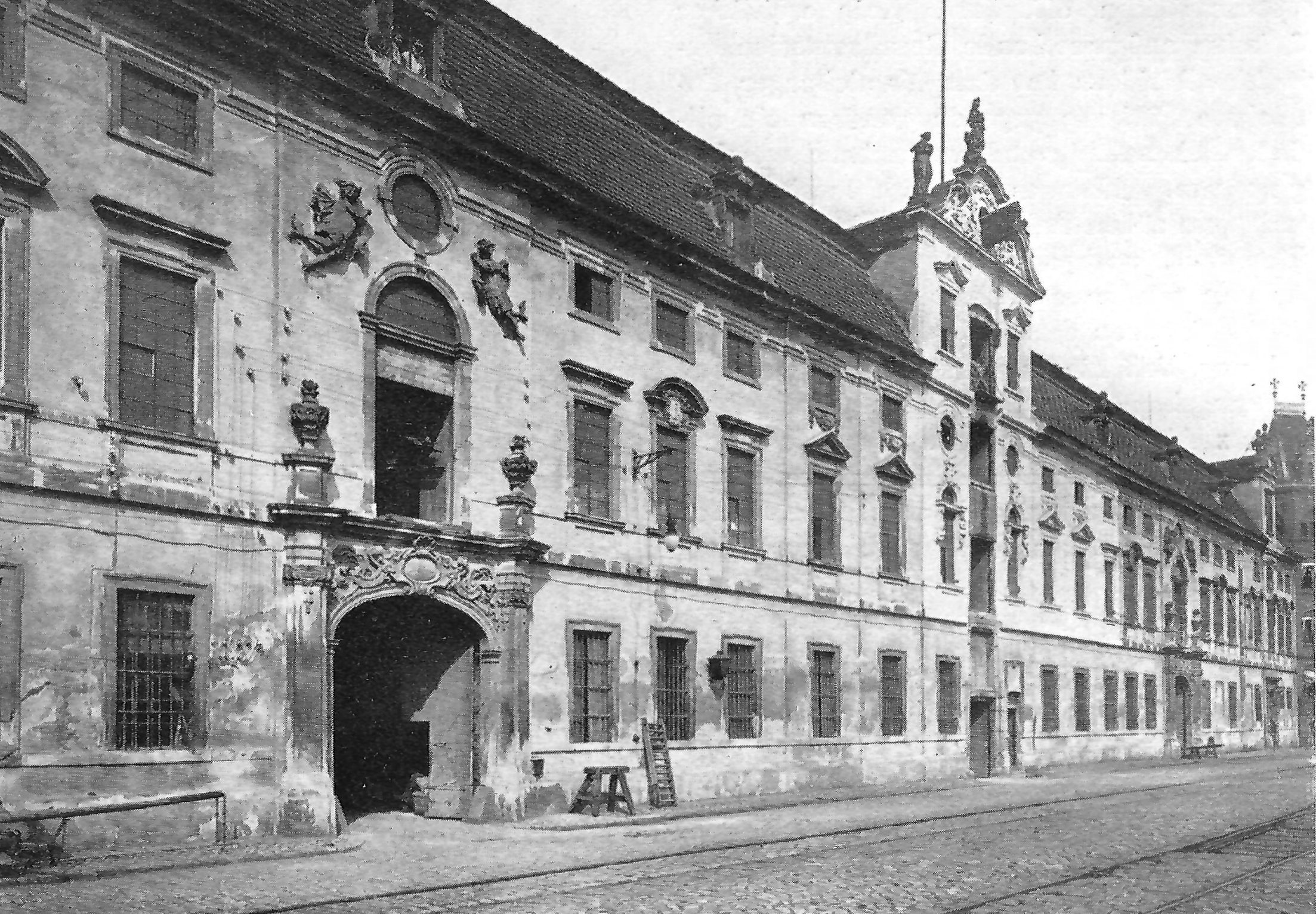
Alter Packhof in den 1920er Jahren

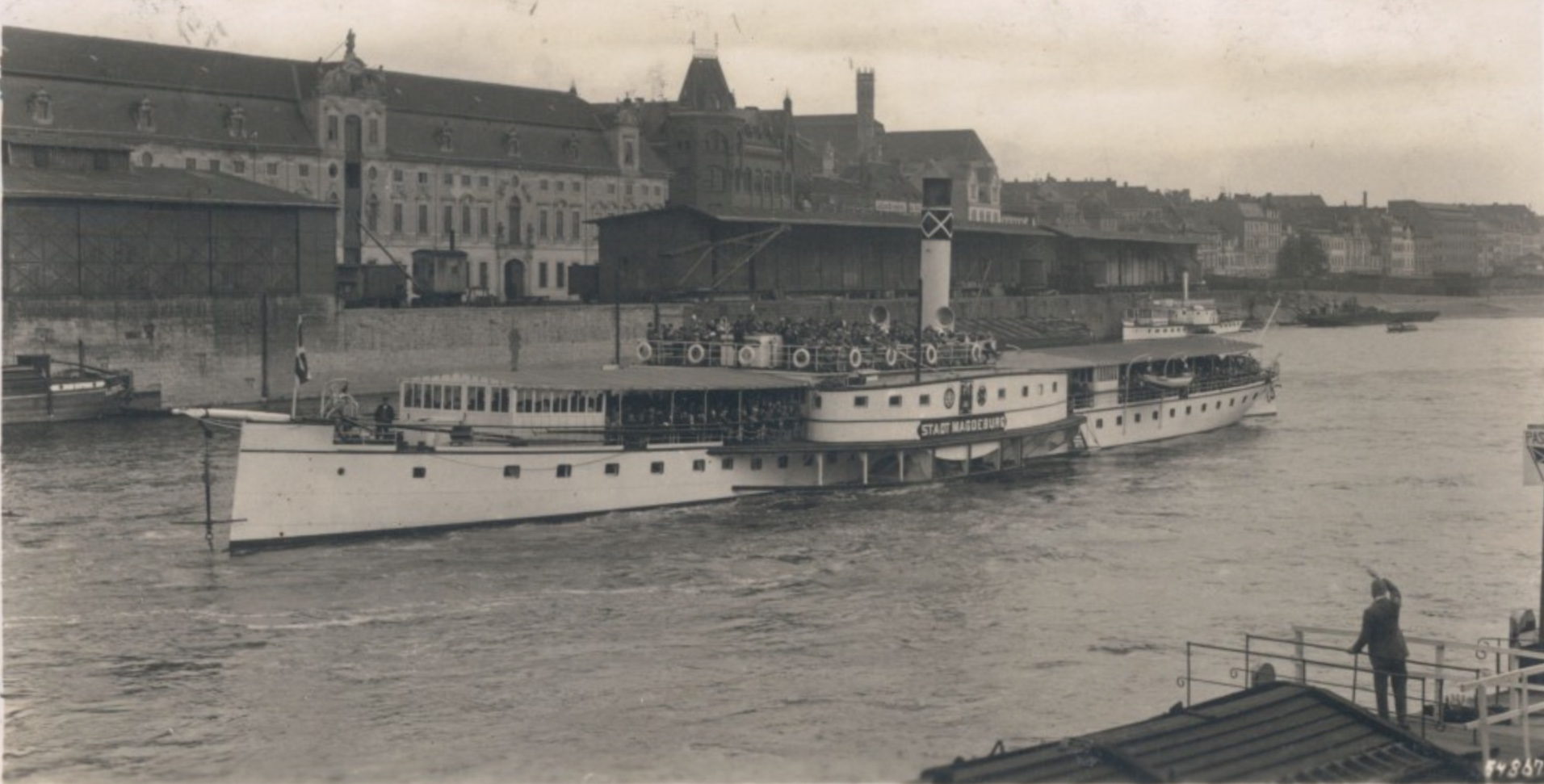
Der Alte Packhof auf einer 1929 versandten Postkarte

Der Alte Packhof war eine Lagerhalle in schlossartiger Gestaltung am Ufer der Elbe in Magdeburg.

## Lage
Das Gebäude zog sich langgestreckt deutlich nördlich der Strombrücke am linken Elbufer entlang und befand sich an der Adresse Werftstraße 40. Südlich stand der Neue Packhof.

## Architektur und Geschichte
Schon im Mittelalter stand an dieser Stelle der Rats Kaufhof. Dieses eingeschossige Gebäude wurde in seiner Erscheinung mit einem Schafstall verglichen. Während der Zerstörung Magdeburgs im Jahr 1631 brannte dieses Gebäude nieder. 1634 erfolgte eine notdürftige Wiederherstellung. Für 1652/53 sind drei Bewohner des Hauses überliefert.

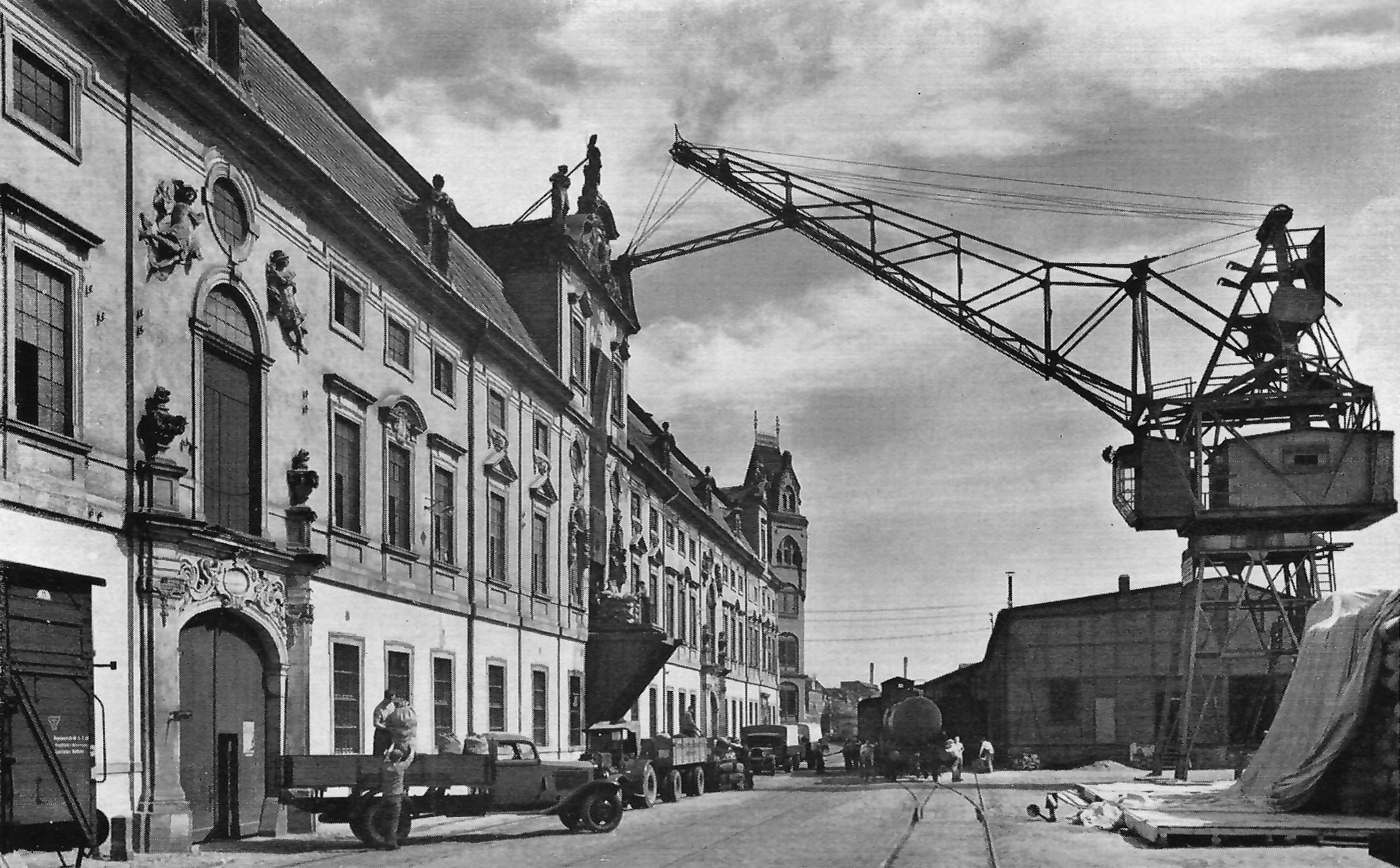
1930er

Die Errichtung des prächtig gestalteten zweieinhalbgeschossigen barocken Alten Packhofes erfolgte zwischen 1729 und 1731 nach Entwürfen des Ingenieurkapitäns Georg Preusser. Die Errichtung dieser neuen Lagerhalle war aufgrund des stark gestiegenen Warenverkehrs auf der Elbe erforderlich geworden. Ein erster Plan Preussers stammt bereits aus dem Jahr 1725, wobei eine vierjährige Bauzeit vorgesehen war. Der Bau sollte auf Befehl des Königs erfolgen, wobei die Stadt Magdeburg sich zumindest mit 5.000 Talern beteiligen sollte. Da die Stadt sich zunächst verweigerte und Abrechnungen gefordert wurden, ergaben sich Verzögerungen. Im Jahr 1727 wurde dann ein Kostenvoranschlag über 18.875 Taler vorgelegt. Der preußische Staat trug die damals üblichen 23 %. Um den städtischen Anteil aufzubringen, musste die Stadt Magdeburg vier ihr gehörende Häuser verkaufen. Das Baumaterial wurde bereits seit 1726 angeschafft. Von königlicher Seite erfolgte 1728 die Zahlung von 6.000 Talern. Außerdem erging die Anweisung an den Fürsten Leopold I. den Bau zu leiten und voranzutreiben. Baumeister blieb Preußer, der 1728 Fürst Leopold I. einen zweiten Entwurf vorlegte, der hälftig zweieinhalb bzw. anderthalb Etagen vorsah. Später wurde der Entwurf als von Preußer und Baumeister Rieß erstellt bezeichnet, wobei Bauinspektor Rieß wohl technischer Berater war.
Für das Projekt wurden die Zimmermeister Trautmann (auch Trohmann) und Ostwald sowie der Maurermeister Gebrüder Böse (auch Beese) und die Steinmetze Kieffesau und Rehbaum angestellt. Für die plastischen Verzierungen wurden Bildhauer beschäftigt. Die Hauptarbeit am mittleren Teil übernahm Hennicke, die Seitenflügel bearbeitete Meinicke.
Der tatsächliche Baubeginn erfolgte im Frühjahr 1729. Kurze durch Geldmangel bedingte Bauunterbrechungen wurden durch Zwangsmittel kurzfristig beendet. 1730, und damit schon lange vor erreichen der ursprünglichen geplanten Bauzeit, drängte der Gouverneur auf eine Fertigstellung des Bauvorhabens. Im September 1731 wurde der Bau dann abgeschlossen.
Die schlossartige Gestaltung entsprach dem Repräsentationsbedürfnis der Magdeburger Kaufleute. Der breite Bau Bau stellte in der Stadtansicht ein nördliches Gegengewicht zum königlichen Schloss dar. Das verputzte zweieinhalbgeschossige Gebäude wies über seine Länge 31 Fensterachsen auf. Es gab zwei aufwändig gestaltete Portale, sowie drei Giebel, welche mit Figuren und Steinvasen verziert waren. Die beiden Portale führten auf einen rechteckigen Hof, der von eingeschossigen Schuppen umgeben war. Bereits 1744/45 wurde der Hof erweitert. Auch in späterer Zeit erfolgten noch häufiger Umbauten des Hofs. So entstand 1751 der eingeschossige Schuppen am Kauffhofe direkt auf der Kaimauer zur Elbe. Er hatte einfache Arkaden, die sich in ihrer Gestaltung an denen des Rathauses Magdeburg orientierten. 

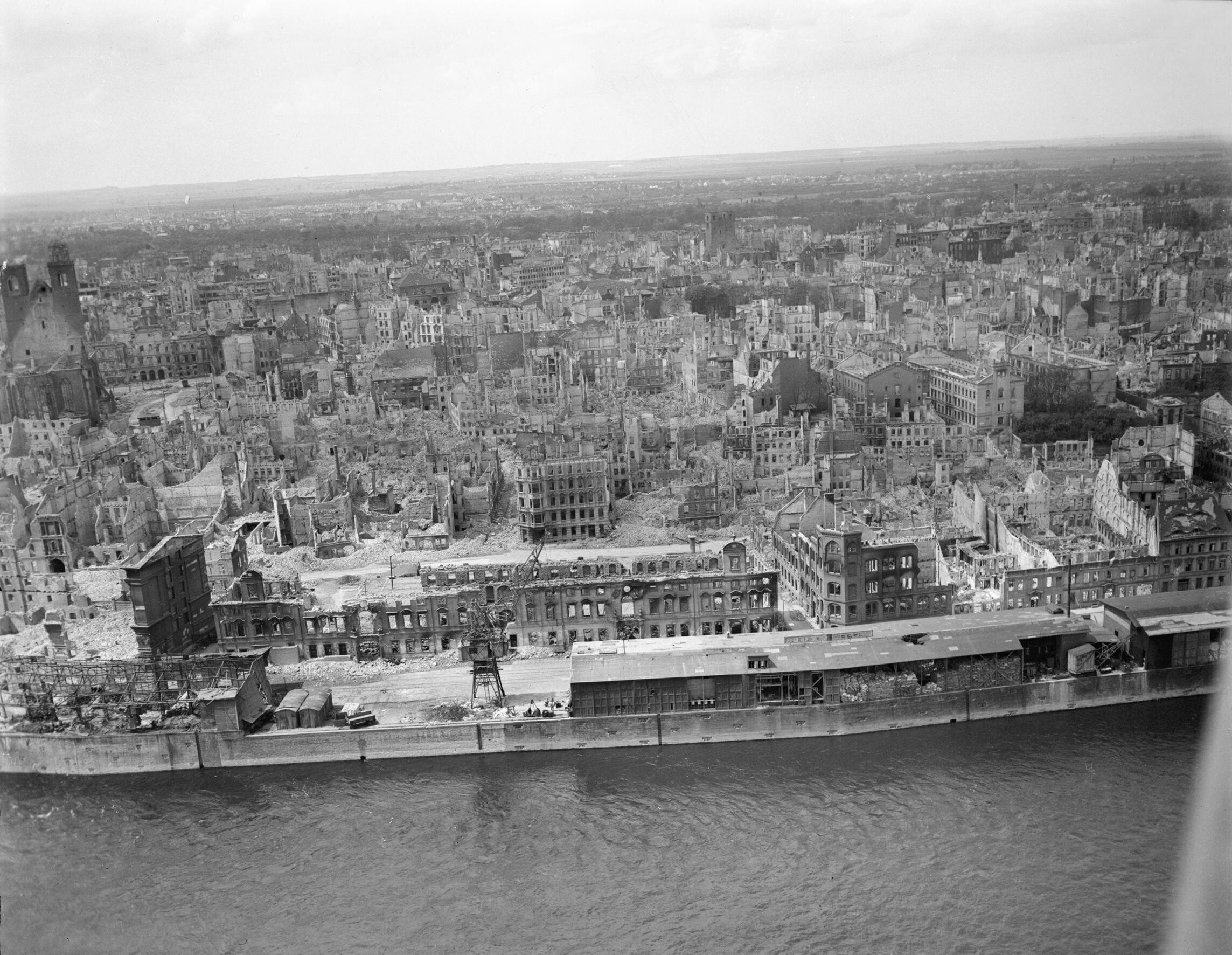
Ruine des Alten Packhofs (Gebäude parallel zum Elbufer), 1945

Im Zweiten Weltkrieg wurde das Gebäude durch Bombenangriffe stark beschädigt. Die Ruine wurde später abgerissen. Heute befindet sich an dieser Stelle eine zur Elbuferpromenade gehörende Grünanlage.